# Куман, Жозеф
Пьер Оливье Жозеф Куман (фр. Pierre Olivier Joseph Coomans, 28 июня 1816, Брюссель — 31 декабря, 1889, Булонь-сюр-Сен) — бельгийский живописец-ориенталист салонного направления, необычайно популярный на рубеже XIX—XX веков своими картинами в «помпейском стиле». Писал пейзажи, картины на исторические сюжеты и бытовые сцены.

## Биография
Жозеф Куман был сыном Жоссе-Жозефа Кумана (Josse-Joseph Coomans, 1787—1868), инспектора по регистрации собственности, автора романов и стихов, и Сесиль Леспри (Cécile Lesprit, 1792—1871).
С шестнадцати лет Куман учился живописи у Питера ван Ханселера в Генте. Затем поступил в Королевскую академию изящных искусств в Антверпене. В девятнадцать лет он проиллюстрировал пятьюдесятью двумя гравюрами «Историю Бельгии», написанную его старшим братом, а также работал над другими изданиями. Он также является автором романа по истории Алжира под названием «Гзана» (Gzana).
В 1843 году Жозеф Куман прибыл в Алжире на военную службу, где встретил художника-баталиста Ораса Верне. Годы пребывания в Алжире (1843, 1844 и 1845) стали основой ориентализма его последующих живописных произведений: североафриканских пейзажей, портретов алжирских танцоров и батальных сцен. Куман экспонировал свои алжирские картины на художественных выставках в Антверпене и Брюсселе.
В 1847 году он женился на Зое ван Мале де Бракен, но смерть жены в 1848 году погрузила художника в глубокую депрессию. Он перестал заниматься живописью, путешествовал по Италии и Палестине. Затем, в 1854 и 1855 годах он присоединился к своим из Алжира, отправившись на фронт Крымской войны в качестве военного художника.
В 1855 году Куманс заразился холерой и покинул поля сражений. Позднее, выздоровев, был в Константинополе, затем в Греции и Италии. В Албании в 1856 году он женился на Аделаиде Лакруа. Супруги переехали в Неаполь, где они жили до 1860 года. Раскопки в Помпеях вдохновили его на создание картин на темы античности в «помпейском стиле».
В 1860 году Жозеф Куман переехал в Париж. Художник разбогател с продажи своих картин на европейских аукционах. Его богатство позволило ему построить в 1874—1877 годах собственную «помпейскую виллу» на участке земли рядом с Булонским лесом (вилла не сохранилась). В октябре 1888 года в возрасте 72 лет Куман и две его дочери отправились в длительную поездку в Америку, в Филадельфию и Нью-Йорк. Но эта поездка ослабила его здоровье и по возвращении домой он умер 31 декабря 1889 года в Булони-на-Сене. Похоронен на старом кладбище в Булонь-Бийанкур (западный пригород Парижа). Две дочери Жозефа Кумана — Ева (Хева) и Диана — также стали художницами, как и их отец, изображали жизнь и быт древних Помпей.

## Творчество
Куман регулярно показывал свои картины в Парижском салоне и они имели большой успех. Художник работал в своём ателье с натурщицами, используя экзотические костюмы, украшения, изображая придуманную им обстановку в воображаемых «помпейских домах». Он часто изображал не только восточных красавиц, но и играющих детей — тема, особенно популярная в конце XIX века.
Критики уже в то время посчитали, что, несмотря на виртуозность техники, натуралистически трактованные «помпейские картины» Кумана страдали слащавостью и салонной эротикой не самого лучшего вкуса. Они не обладали широтой подлинно романтической живописи и даже не имели этнографической ценности в сравнении с композициями других заметных художников-ориенталистов: Жана-Леона Жерома, Лоуренса Альма-Тадемы Степана Бакаловича или Гюстава Буланже. Однако его работы приобретали всё больший успех благодаря фотографическим и литографическим репродукциям.

## Галерея

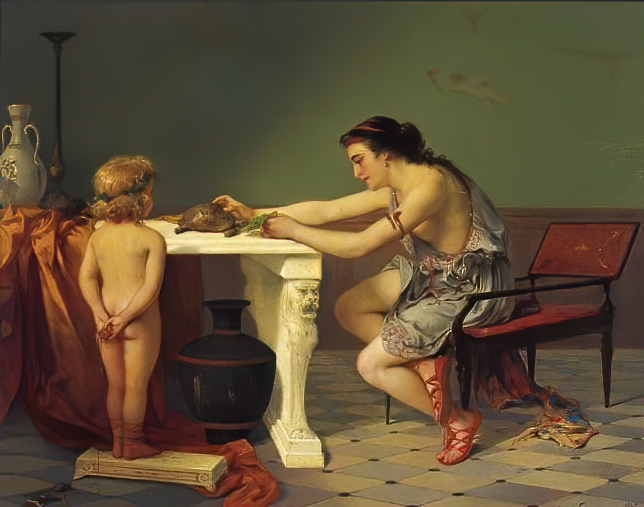
Кормление черепахи. 1865
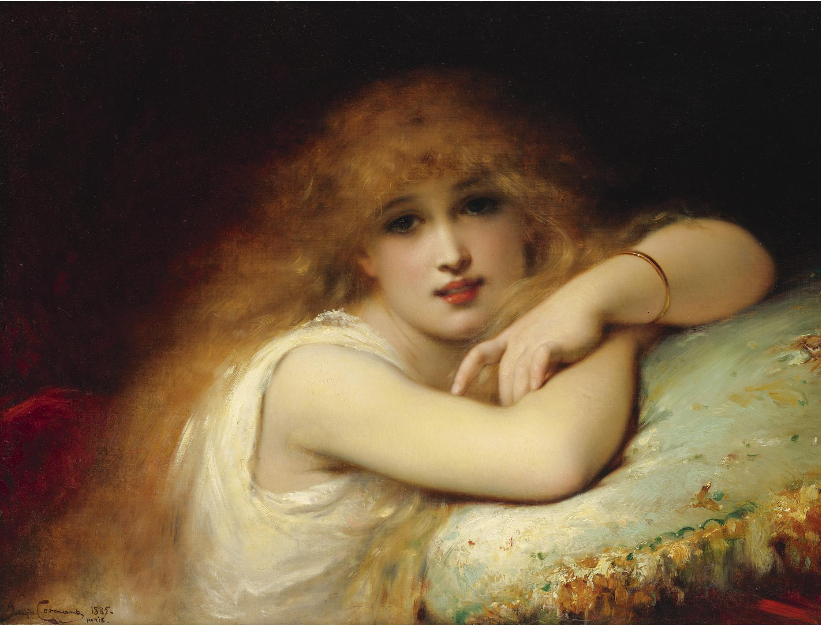
Отдыхающая молодая женщина. 1885
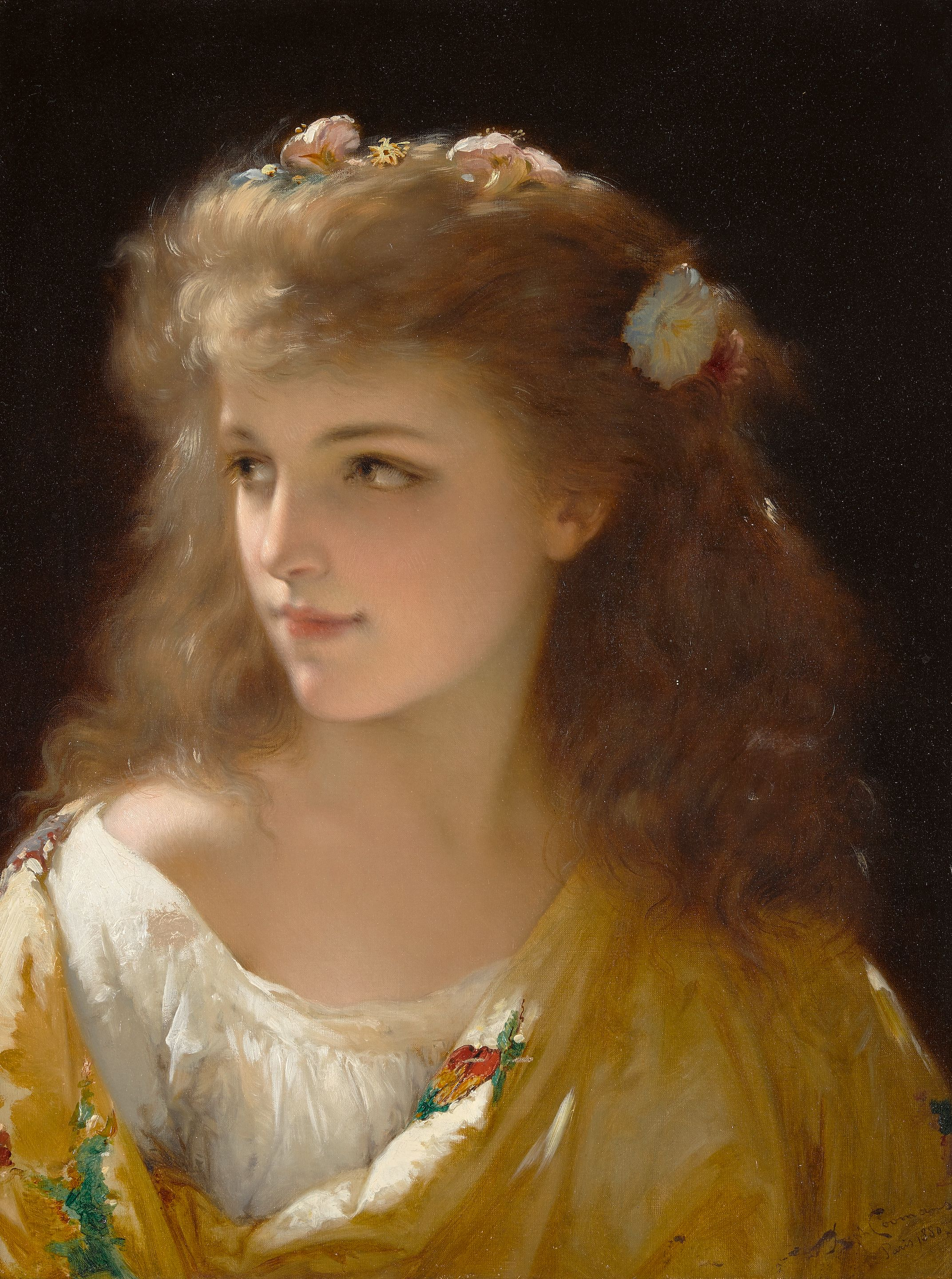
Портрет молодой женщины. 1880
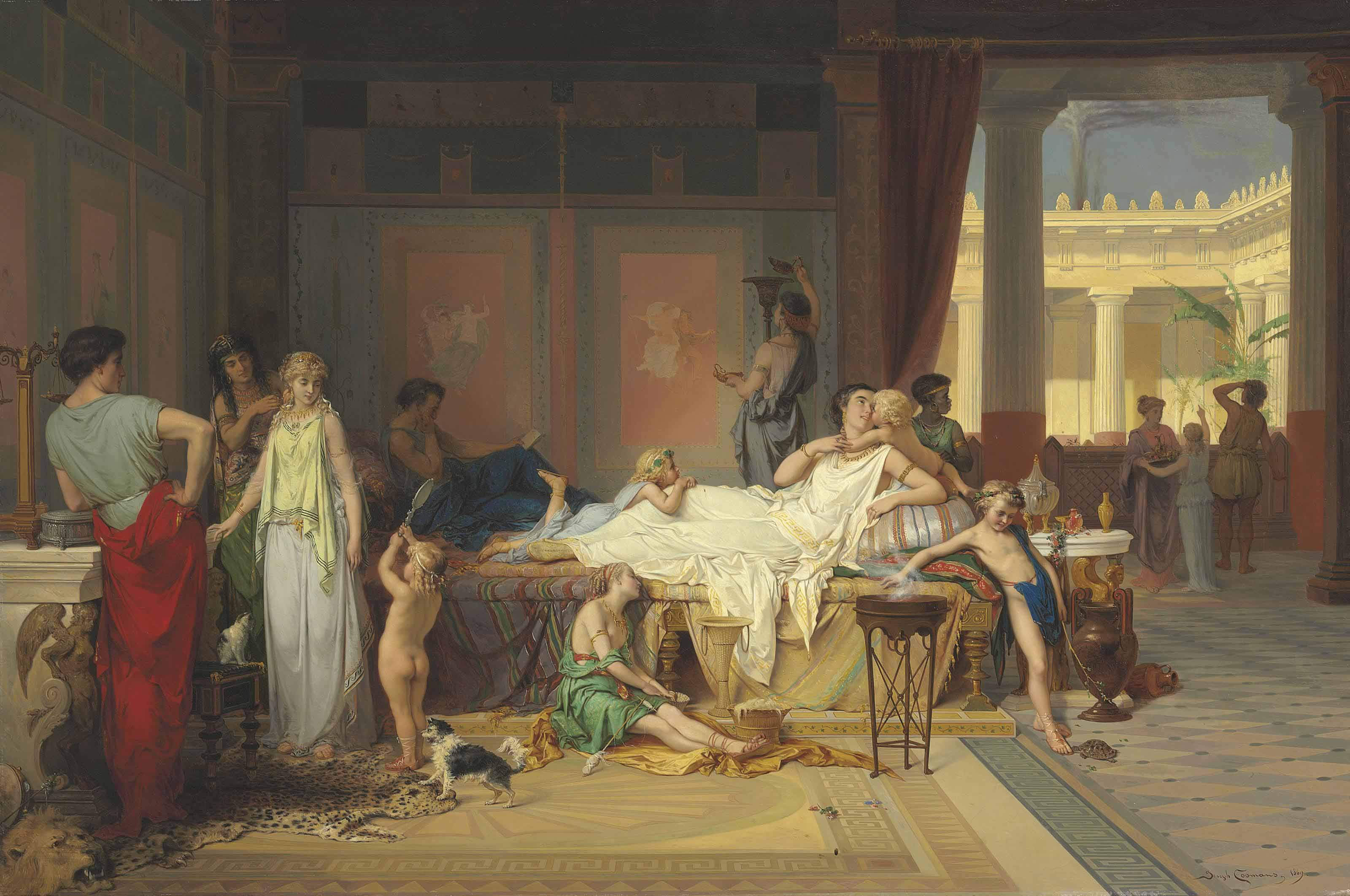
Последний час Помпеи — Дом поэта. 1869
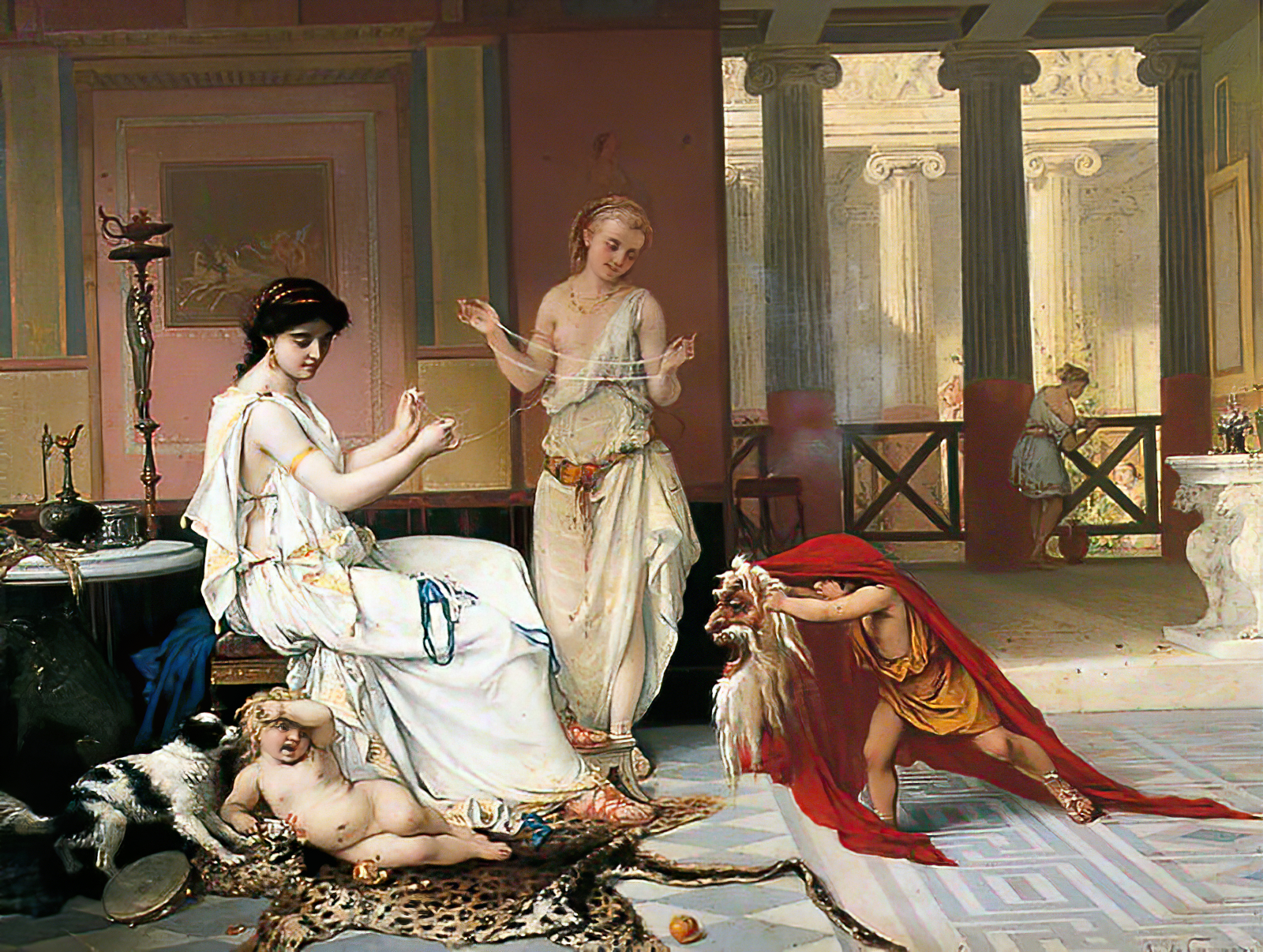
Маска. 1870
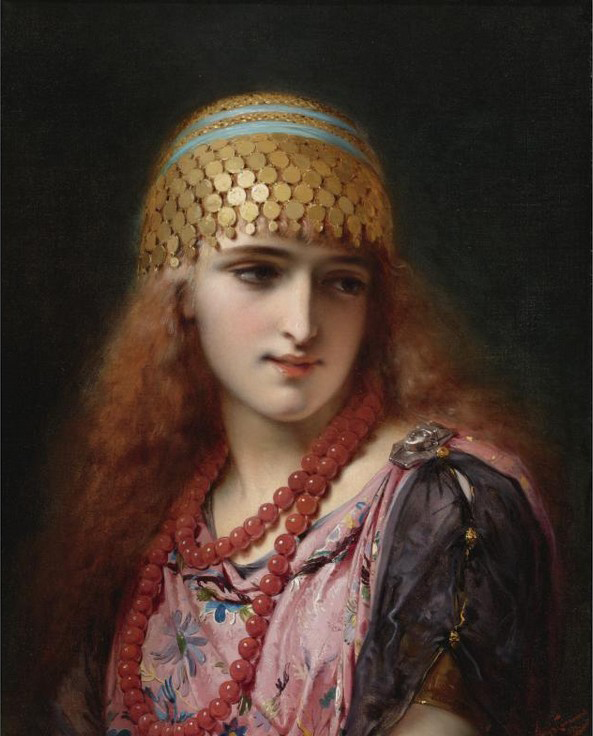
Восточная красота. 1879